# أدريان فان در كابل
أدريان فان در كابل (بالهولندية: Adriaen van der Kabel)‏ (و. 1631 – 1705 م) هو رسام من هولندا . ولد في رايسفايك .
وهو عضو في Bentvueghels .
توفي في ليون .
أشهر تلاميذه كان أدريان مانجلارد ، الذي أصبح رسامًا مشهورًا للمناظر الطبيعية في روما.

## أعمال بارزة
من أهم أعماله:
- Beach at Katwijk.